# Velum partiale

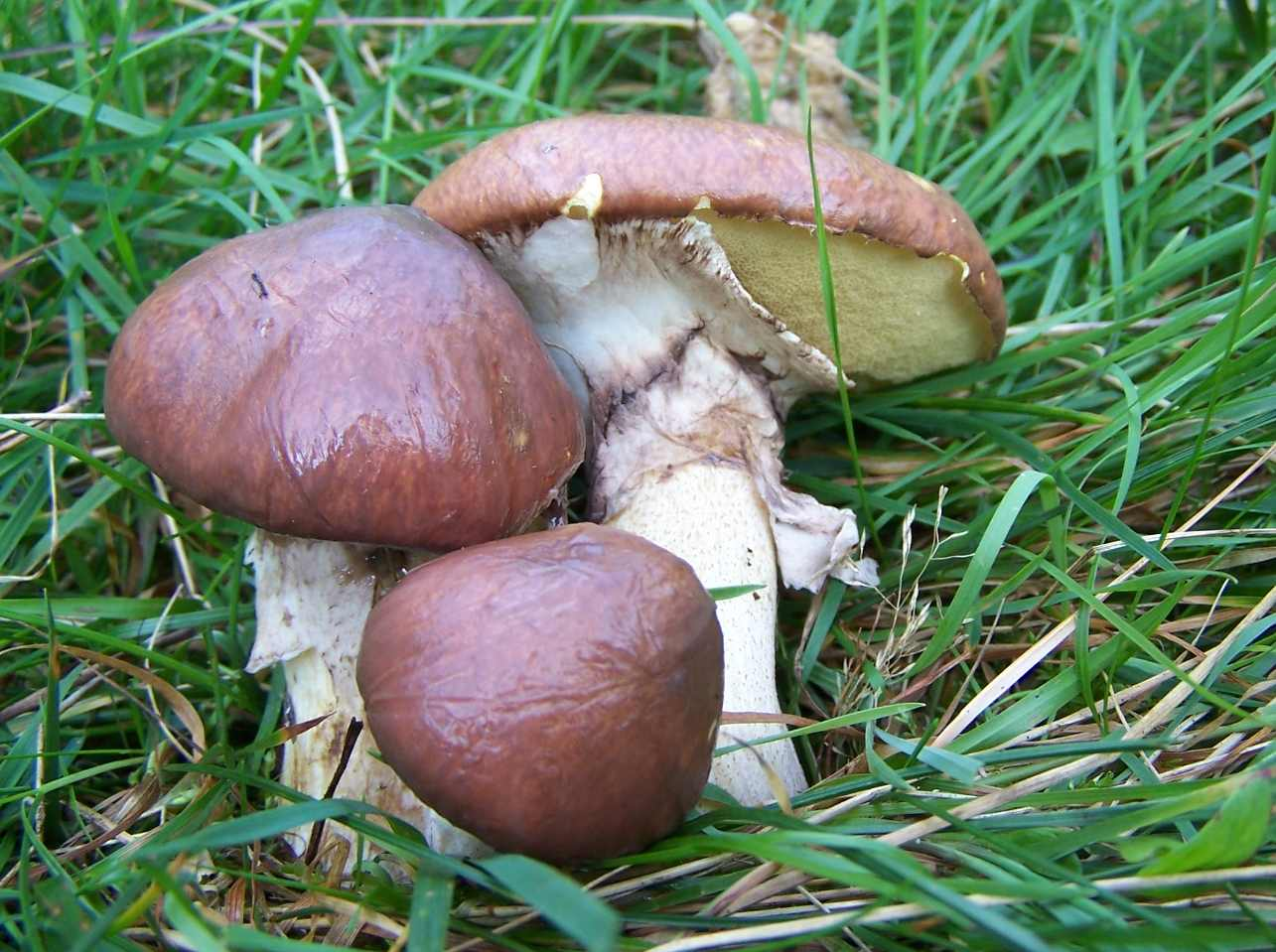
Breken van het velum partiale bij een bruine ringboleet

Het velum partiale is een mycologische term waarmee de structuur van sommige paddenstoelen wordt aangeduid die als bescherming dient van de in ontwikkeling zijnde lamellen of andere sporenproducerende oppervlakken. Een velum partiale is, anders dan het velum universale, bevestigd aan de steel en de rand van de hoed. In sommige paddenstoelsoorten zijn zowel het velum partiale als het velum universale aanwezig.
Het velum partiale kan membraanachtig of spinnenwebachtig zijn en kan uit verschillende lagen bestaan. Sommige paddenstoelen hebben een vluchtig velum partiale dat verdwijnt na het breken. Andere soorten hebben een blijvende annulus (ring).
De aanwezigheid of afwezigheid en structuur van een velum partiale is een van de kenmerken die gebruikt worden bij de identificatie van paddenstoelen.